# جنگل‌های مخروطی کوه‌های دا هینگگان–جاگدی
منطقه اکولوژیکی جنگل‌های مخروطی کوه‌های دا هینگگان-دژاگدی (شناسه ووف: پی آ ۰۵۰۵) کوه‌های بزرگ خینگان در شمال شرقی چین را پوشش می‌دهد و در امتداد مرز شمالی تا خاور دور روسیه امتداد می‌یابد، جایی که ۵۰۰ متر دیگر در امتداد خط الراس کوه امتداد می‌یابد. کیلومتر به سمت شرق. جنگل‌های کوهستانی، جامعه‌ای از گیاهان به نام «گیاهان دوریان» را به نمایش می‌گذارند که ترکیبی از تایگای سیبری در شمال و گونه‌های گیاهی منچوری در جنوب است. دامنه‌های شرقی شیب‌دار و زهکشی شده توسط رودخانه‌های زیادی هستند، دامنه‌های غربی ملایم‌ترند و در برخی از دامنه‌ها علفزار وجود دارد. این منطقه اکولوژیکی در قلمرو پالئارکتیک با آب و هوای نیمه قطبی قرار دارد. این منطقه ۳۵٬۱۹۹٬۹۹۸ کیلومتر مربع (۱۳٬۵۹۰٬۷۹۵ مایل مربع) پوشش می‌دهد.

## مکان و توضیحات
این منطقه اکولوژیکی، کوه‌های بزرگ کینگان در شمال شرقی چین را پوشش می‌دهد و از رودخانه آمور به سمت شمال و به رودخانه ژاگدی در روسیه می‌پیوندد. این ناحیه، گذرگاهی طبیعی میان دو کشور محسوب می‌شود و شامل جنگل‌های متراکم مخروطی با گونه‌هایی مانند کاج سیبری، نراد و صنوبر است. توپوگرافی کوهستانی، همراه با اقلیم سرد و مرطوب، شرایطی مناسب برای حفظ تنوع زیستی فراهم کرده و زیستگاه گونه‌های جانوری نادری چون خرس قهوه‌ای، گوزن شمالی و سیاه‌گوش را در خود جای داده است. در چین، این منطقه در بخش‌های شمالی منطقه خودمختار مغولستان داخلی و استان هئی‌لونگ‌جیانگ قرار دارد. در روسیه، بیشتر این منطقه در استان آمور واقع شده است. این گستره مرزی، با اکوسیستم‌های پیوسته و مشابه، نقش مهمی در مهاجرت جانوران، تبادل گونه‌های گیاهی و همکاری‌های حفاظتی بین‌المللی ایفا می‌کند.

## آب و هوا
به دلیل ارتفاع و فاصله از اقیانوس، این منطقه اکولوژیکی دارای آب و هوای نیمه قطبی با زمستان‌های خشک است (طبقه‌بندی اقلیمی کوپن، آب و هوای نیمه قطبی (دی دبلیو سی). این آب و هوا با تابستان‌های معتدل (فقط ۱ تا ۳ ماه بالاتر از ۱۰ درجه سلسیوس (۵۰٫۰ درجه فارنهایت) مشخص می‌شود) و زمستان‌های سرد با بارندگی ماهانه کمتر از یک دهم مرطوب‌ترین ماه تابستان. این مناطق آب و هوایی معمولاً در ارتفاعات بالاتر در وسط قاره‌ها یافت می‌شوند و تفاوت‌های زیادی بین دمای روز و شب دارند.

## گیاهان و جانوران
از آنجا که این منطقه اکولوژیکی یک منطقه گذار بین تایگای شمالی (سیبری) و گونه‌های گیاهی جنوبی (منچوری) را تشکیل می‌دهد، نمونه‌هایی از هر دو را در خود جای داده است - تقریباً دو سوم از ۱۲۰۰ گونه محلی گیاهان آوندی، سیبریایی و یک سوم دیگر، منچوری، دائوری و مغولی هستند. این ترکیب از جوامع گل گاهی به عنوان «گیاهان دائوری» شناخته می‌شود. درختان غالب، کاج دائوری (سیاه‌کاج داهوری) با توده‌های کاج و صنوبر هستند. بلوط مغولی (بلوط مغولی)، فندق، توسکا، توس، صنوبر و نارون نیز در ارتفاعات پایین‌تر یافت می‌شوند. این منطقه یکی از معدود جنگل‌های بزرگ باقی مانده در چین است، اما همچنین صحنه بزرگ‌ترین آتش‌سوزی جنگلی در تاریخ مدرن چین (بیش از ۱ میلیون هکتار در سال ۱۹۸۷) بوده است. این حادثه نه‌تنها خسارات گسترده‌ای به پوشش گیاهی و جانوری وارد کرد، بلکه موجب جابجایی هزاران نفر و تغییرات بلندمدت در ساختار اکولوژیکی منطقه شد.

## محافظت‌ها
مناطق حفاظت‌شده فدرال در این منطقه عبارتند از:
- ذخیره‌گاه طبیعی نورا ("نورسکی"). یک منطقه حفاظت‌شده اکولوژیکی با کلاس ای یو سی ان لا (منطقه حفاظت‌شده زاپوودنیک) واقع در بخش شمال غربی منطقه اکولوژیکی، در شمال مرز روسیه و چین. نورا نماینده بخش شمال شرقی دشت پست آمور-زیا بین رودخانه نورا و رودخانه سلمژا است. نیمی از این ذخیره‌گاه جنگلی و نیمی باتلاقی است. (مساحت: ۲۱۱۱۶۸ کیلومتر مربع).
- ذخیره‌گاه طبیعی زیا ("زیسکی"). یک منطقه حفاظت‌شده اکولوژیکی با کلاس ای یو سی ان لا (یک منطقه حفاظت‌شده اکولوژیکی سخت‌گیرانه) واقع در بخش شمال مرکزی منطقه اکولوژیکی، در سرچشمه‌های کوهستانی رودخانه زیا. این منطقه پوشیده از جنگل‌های انبوه است که عمدتاً دارای درختان کاج اروپایی و بلوط مغولی است. (مساحت: ۹۹۳۹۰ کیلومتر مربع).